# Hughes Communications
Hughes Communications  é um provedor de serviços de comunicações por satélite. A empresa opera seus negócios via satélite por meio de sua subsidiária integral, HughesNet.
Em 2011, Hughes foi adquirida pela EchoStar em um negócio avaliado em 1,3 bilhão de dólares estadunidense.
A Hughes emprega 1.900 pessoas em todo o mundo, incluindo 1.200 em Maryland. Outros locais importantes são Índia, Nevada e Alemanha, de acordo com um arquivamento regulador.

## Subsidiárias da Hughes Communications

### Hughes Network Systems
A subsidiária integral, Hughes Network Systems é um fornecedor de produtos de rede de satélite de banda larga para empresas e consumidores. Sediada fora de Washington, DC, em Germantown, Maryland, EUA, mantém escritórios de vendas e suporte em todo o mundo e emprega cerca de 1.500 pessoas, em engenharia, operações, marketing, vendas e suporte. Ela também opera fábricas em Gaithersburg, Maryland. Ela abriu as suas portas em 1971 como uma divisão da Hughes Aircraft.

### HughesNet
A HughesNet é a marca sob a qual a Hughes Network Systems fornece a sua one-way e tecnologia e serviços de duas vias de acesso à internet via satélite para os Estados Unidos, Europa e Brasil.

## Satélites
| Satélite   | Fabricante          | Data do lançamento   | Veículo de lançamento | Estado | Nota                               |
| ---------- | ------------------- | -------------------- | --------------------- | ------ | ---------------------------------- |
| Spaceway 3 | Boeing              | 14 de agosto de 2007 | Ariane 5 ECA          | Ativo  | [ 4 ]                              |
| Jupiter 1  | Space Systems/Loral | 5 de junho de 2012   | Ariane 5 ECA          | Ativo  | Também conhecido por EchoStar XVII |